# 영원한 순간
영원한 순간(Maria Larssons Eviga Ogonblick, Everlasting Moments)은 스웨덴에서 제작된 얀 트로엘 감독의 2008년 영화이다. 마리아 헤이스카넨 등이 주연으로 출연하였고 테로 코코마 등이 제작에 참여하였다.

## 출연

### 주연
- 마리아 헤이스카넨
- 미카엘 페르스브란트
- 제스퍼 크리스텐슨
- 한스 알프레드슨
- 마리아 런드비츠
- 아만다 움스
- 안티 레이니

### 조연
- 마리아 쿨

## 제작진
- 의상: 카렌 파브리티어스 그램